# 烏斯季齊利馬區
65°26′N 52°09′E / 65.433°N 52.150°E
烏斯季齊利馬區（俄语：Усть-Цилемский район），是俄羅斯的一個區，位於該國西北部，由科米共和國負責管轄，面積42,500平方公里，2010年人口13,036，人口密度每平方公里0.31人。行政中心为乌斯季齐利马。